# Josef Kiss
Josef Kiss (maďarsky Ittebei és Eleméri Kiss József; 26. ledna 1896, Bratislava – 24. května 1918) byl pilot a letecké eso k.u.k. Luftfahrtruppen v první světové válce. Bylo mu přiznáno 19 vítězství a stal se tak nejúspěšnějším stíhacím pilotem maďarského původu v této válce. Jeho matka bola Slovenka, jeho pôvod je maďarsko-slovenský.

## Život
Kiss se narodil 26. ledna 1896 v Bratislavě. Jeho otec byl zahradníkem na zdejší vojenské akademii. Jeho děd byl generálporučík Ernö Kiss, jeden z 13 popravených v Aradu po potlačení maďarského povstání z let 1848 až 1849. Když Rakousko-Uhersko vyhlásilo válku Srbsku, opustil Kiss ihned školu a přihlásil se k 72. pěšímu pluku rakousko-uherské armády, přestože toto předčasné ukončení studia mu bránilo v dosažení důstojnické hodnosti.

### Válka
26. října 1914 šel Kiss do akce proti Rusům v oblasti Karpat a byl zde vážně raněn a odeslán domů pro vyléčení. Poté, co opustil rekonvalescenci se přihlásil k letectvu a byl přijat. Školil se ve Vídeňském Novém Městě. Absolvoval jako četař pilot v dubnu 1916 a byl přidělen k nově založenému Fliku 24 (Fliegerkompanie 24). Svého prvního vítězství dosáhl 20. června 1916, když ještě létal na dvojmístném stroji Hansa-Brandenburg C.I. Spolu s pozorovatelem Georgem Kenzianem von Kenzianhausen (9 vítězství) sestřelili letoun Farman. Na dvojmístných strojích sestřelil ještě dva třímotorové bombardéry Caproni. Následně Kiss přešel na jednomístné stíhací stroje Hansa-Brandenburg D.I. Do listopadu 1917 získal sedm vítězství, včetně čtyř letadel přinucených k přistání a následně ukořistěných.
Následně byl Kiss přemístěn k Fliku 55J, který létal na Albatrosech-Oeffag D.III. Zde vytvořil s Juliem Arigim (32 vítězství) a Josefem von Maierem (7 vítězství) letku, která se nazývala Kaiser Staffel (císařova letka). I když jeho skóre narůstalo, nestal se Kiss důstojníkem kvůli svému rodinnému pozadí a neukončenému vzdělání. V lednu 1918 byl Kiss těžce raněn, ale po dvou měsících se opět vrátil do služby. Zahynul 24. května 1918 v leteckém souboji s poručíkem Geraldem Birksem z 66. perutě. Celkově dosáhl 19 sestřelů (včetně 9 sdílených sestřelů), z toho sedm letadel přinutil k přistání a následně byly tyto stroje ukořistěny.
Kiss byl po své smrti povýšen na poručíka, stal se tak jediným poddůstojníkem v rakousko-uherském letectvu, který byl takto povýšen. Při jeho pohřbu byl nad letištěm shozen pohřební věnec spojeneckými stíhači.